# 雨月物語
《雨月物語》（日语：雨月物語，うげつものがたり）），是日本江戶時代後期的讀本（一種江戶時期通俗文學的形式）代表作之一。作者為上田秋成。共五卷五冊，於明和5年作序，安永5年由京都寺町通的梅村判兵衛及大阪高麗橋筋的野村長兵衛共同出版。

全書由九篇志怪小說：《白峰》、《菊花之約》、《淺茅之宿》、《應夢之鯉魚》、《佛法僧》、《吉備津之釜》、《蛇性之婬》、《青頭巾》及《貧福論》構成，這些故事多改編自中國白話小說（如：明代瞿佑所著的《剪燈新話》），再摻入秋成本人的看法及日本文化的要素。

## 内容

### 序
-{雨月物語序

羅子撰水滸。而三世生唖児。紫媛著源語。而一旦堕悪趣者。蓋為業所偪耳。然而観其文。各々奮奇態。揜哢逼真。低昂宛転。令読者心気洞越也。可見鑑事実于千古焉。余適有鼓腹之閑話。衝口吐出。雉雊龙战。自以為杜撰。則摘读之者。固当不謂信也。豈可求醜脣平鼻之報哉。明和戊子晩春。雨霽月朦朧之夜。窓下編成。以畀梓氏。題曰雨月物語。云。剪枝畸人書。

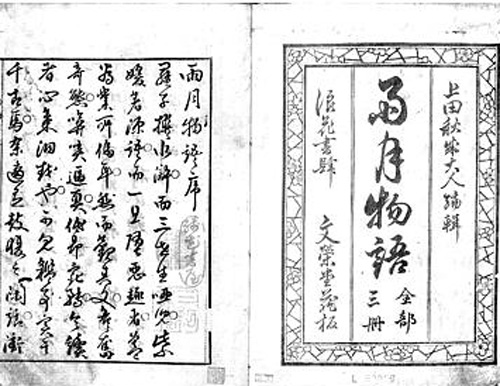
第四版序

}-

### 各篇简介
| 题目               | 内容简介                                                                                   | 参考                          | 备注                                       |
| ------------------ | ------------------------------------------------------------------------------------------ | ----------------------------- | ------------------------------------------ |
| 白峰               | 西行法师在讃岐国白峯陵参拜崇徳院的陵墓、与崇德上皇的亡霊对面并展开争论。                   | 《剪灯新话·华亭逢故人记》     |                                            |
| 菊花之約           | 结拜兄弟丈部左門与赤穴宗右衛門约定重阳菊花之約，后回乡受到软禁的赤穴不得已自杀以魂魄赴约。 | 《喻世明言·范巨卿鷄黍死生交》 | 丈部左門与張劭、赤穴宗右衛門与范巨卿相对应 |
| 淺茅之宿、夜宿荒宅 | 战乱之世，丈夫离家至京。七年後，已成幽霊的妻子与丈夫重新相会。                             | 《剪灯新話·愛卿传》           |                                            |
| 應夢之鯉魚         | 昏睡状態的僧侶在夢中与鯉共泳。                                                             | 《醒世恒言·薛录事鱼服证仙》   |                                            |
| 佛法僧             | 旅途中的父子在高野山夜宿，遇怨灵丰臣秀次一行并与之参加宴会。                               | 《剪灯新話·龙堂灵会录》       |                                            |
| 吉備津之釜         | 好色丈夫弃妻而去，被出卖的妻子死后化为鬼祟杀死丈夫。                                       | 《剪灯新話·牡丹灯记、翠翠传》 |                                            |
| 蛇性之婬           | 男子为蛇化身的女子所困，女蛇最後被道成寺僧侶法海所镇压。                                   | 《警世通言·白娘子永鎮雷峰塔》 |                                            |
| 青頭巾             | 一僧侶因迷美少年化成山鬼，又被旅僧快庵禅師所指导解脱。                                     |                               |                                            |
| 貧福論             | 吝啬鬼武士岡左内与金錢精灵化身老翁对话。                                                   |                               |                                            |

## 原书插画
書中的插畫由桂宗信繪製，他同時也是對該作品有深遠影響的《繁野話》一書的繪師。書中除《蛇性之婬》一篇有兩幅插圖外，其餘各篇各有一幅插圖。

## 中文译本
- 刘牛译《雨月物语》，福建少年儿童出版社，1986年7月，统一书号: 10367-23
- 阎小妹译《雨月物语》，人民文学出版社，1990年7月，ISBN 9787020009763
- 申非译《雨月奇谈》，农村读物出版社，1996年5月，ISBN 9787504826343
- 王新禧译《雨月物语·春雨物语》，新世界出版社，2010年3月，ISBN 9787510408083

## 派生作品

### 電影
- 雨月物語 (電影)：1953年上映的日本电影，溝口健二导演。
- 蛇性之婬：1921年上映的日本电影，栗原喜三郎导演。

### 舞台
- 夜會Vol.5 太息花色今更易 此身虛度春雨中：1993年在Theatre cocoon上演的舞台，中島美雪導演。

## 外部連結
- 雨月物語 - 東京大學綜合研究博物館